# Antonella Broglia
Antonella Broglia (Módena) es una publicista, promotora cultural, formadora, conferenciante, presentadora de televisión y actriz italiana experta en comunicación política, oratoria y emprendimiento e innovación social.

## Trayectoria
Broglia nació en la ciudad italiana de Modena. Se doctoró en Derecho por la Universidad de Módena y Reggio Emilia, aunque nunca llegó a ejercer como abogada. Ha trabajado en el mundo empresarial y académico. Hasta 2006, y durante tres décadas, desarrolló su carrera en el entorno de la publicidad y el marketing, llegando a ser directora y CEO de diversas agencias de publicidad en varios países como Benton & Bowles, Ogilvy & Mather de Roma, y en Saatchi & Saatchi España. Ha sido jurado de diversos festivales de publicidad, como los Premios Eficacia.
Fue asesora de la política italiana Emma Bonino, que fue Premio Príncipe de Asturias de Cooperación Internacional en 1998. Entre 2006 y 2014 fue consultora para el think tank Infonomia, especializado en servicios de innovación.
Se convirtió en licenciataria de las conferencias TEDxMadrid y TEDxYouth Madrid y en Senior Ambassador para promover en Europa la plataforma TEDx. Ha sido comisaria de TEDxSkoll y en 2017 colaboró junto a la Organización de las Naciones Unidas en la conferencia TEDxNY sobre los Objetivos de Desarrollo Sostenible.
Es embajadora de Ashoka España, una organización internacional que promueve el emprendimiento social, y presentadora de innovación social en el programa de La 2 de Televisión Española Para todos La 2. Además, ha sido promotora de diversas plataformas de impulso a emprendedores culturales, así como de nuevos modelos de gestión para la cultura y el arte. Forma parte del grupo Innovactoras, asociación que da visibilidad a mujeres referentes en innovación.
Ha impartido formaciones de public speaking y presentado diversos eventos sociales y comerciales. Durante más de once años ha sido actriz en la compañía independiente Theatre for the People en Madrid. Además, ha colaborado con los Premios Princesa de Gerona así como con otras instituciones y fundaciones como Medialab-Prado.